# Josef Anton Oelz
Josef Anton Oelz (auch: „Ölz“; * 24. Jänner 1812 in Dornbirn-Haselstauden; † 19. Dezember 1893 ebenda) war ein österreichischer Arzt und Politiker. Er war von 1870 bis 1891 konservativer Abgeordneter im Österreichischen Abgeordnetenhaus des Reichsrates und von 1870 bis 1884 Abgeordneter zum Vorarlberger Landtag.

## Ausbildung und Beruf
Oelz war der Sohn des Gerbermeisters Josef Anton Oelz (1783–1853) und dessen Gattin Anna Maria Huber (1787–1845), wobei seine Eltern in Dornbirn geboren wurden und auch hier starben. Er besuchte die Volksschule in seinem Geburtsort Dornbirn-Haselstauden und absolvierte im Anschluss von 1825 bis 1828 das Gymnasium in Feldkirch bzw. das Gymnasium in Brixen. Er legte in Feldkirch die Matura ab und studierte danach ein Jahr Theologie in Brixen. 1833 begann er ein Medizinstudium, dem er an den Universitäten in Rom, Padua und Wien nachging. Am 22. April 1850 promovierte er schließlich an der Universität Wien zum Doktor der Medizin. In der Folge praktizierte Oelz beruflich als Arzt in Dornbirn. Er blieb zeit seines Lebens ledig.

## Politik und Funktionen
Oelz wurde 1870 im Wahlkreis der Landgemeinden des Bezirkes Bregenz zum Abgeordneten des Abgeordnetenhauses gewählt und am 15. September 1870 als Abgeordneter angelobt. In der Folge gehörte er dem Abgeordnetenhaus von der III. bis zur VII. Legislaturperiode bzw. von der 6. bis zur 10. Session an, wobei er bis zum Ende der VII. Legislaturperiode im Jänner 1891 Abgeordneter war. Zuvor wirkte er 1890 auch als Alterspräsident und war Mitglied der Rechtspartei. Gleichzeitig war er von 1870 bis 1884 während der III. bis V. Legislaturperiode auch Abgeordneter zum Vorarlberger Landtag, wobei er hier ein Mandat im Wahlbezirk Bregenz-Bregenzerwald innehatte. Oelz engagierte sich im Abgeordnetenhaus insbesondere bei Budgetdebatten und nahm an der Diskussion über die Regelung der äußeren Rechtsverhältnisse der klösterlichen Genossenschaften teil. Seine weiteren politischen Themen waren die katholische Kirche und die Schule sowie die Themen Finanzen, Heer, Zoll- und Handelsprobleme. Nachdem Oelz 1872 das Notwahlgesetz sanktioniert hatte, wurden er von seinen Parteigenossen heftig kritisiert. Er legte daraufhin sein Mandat im Dezember 1872 zurück, wurde jedoch vom Vorarlberger Landtag neuerlich gewählt. Er lehnte jedoch seine Wiederwahl ab und erschien in der Folge nicht mehr im Abgeordnetenhaus. Sein Mandatsverzicht wurde in der Folge in der Sitzung am 15. Februar 1873 verkündet.
Oelz war Gründungsmitglied des Dornbirner Kasinos.

## Werke
- Beleuchtung des „freien Wortes an die Vorarlberger“. Zur religiösen Frage. Innsbruck 1863